# شطیط
شطیط شاخه اصلی رودخانه کارون در شوشتر است که چهاردانگه نیز خوانده می‌شود. رود کارون در بدو ورود به جلگه خوزستان به صخره بزرگی که شوشتر بر آن بنا شده برخورد می‌کند و توسط بند میزان به دو شاخه شطیط و گرگر (چهاردانگه و دودانگه) تقسیم می‌شود. در نهایت این دو شاخه پس از طی حدود چهل کیلومتر در منطقه بند قیر جنوب شوشتر به یکدیگر می‌پیوندند و با ادغام با رود دز، رودخانه کارون بزرگ را تشکیل می‌دهند.
آب این رودخانه برای مصارف کشاورزی مناسب می‌باشد. شطیط با گذر از کنار شهرستان شوشتر علاوه بر سیراب کردن زمین‌های کشاورزی و تأمین آب مردم این شهرستان منظره‌های زیبای طبیعی را در این منطقه به وجود آورده است.